# Энтон, Сьюзан
Сьюзан Энтон (англ. Susan Anton, род. 12 октября 1950) — американская актриса, телеведущая и певица, номинант на премию «Золотой глобус» в 1980 году.

## Карьера
В 1969 году Энтон выиграла конкурс «Мисс Калифорния», а после участвовала в «Мисс Америка», где заняла второе место. В семидесятых она регулярно появлялась в различных телешоу в качестве приглашенной звезды и телеведущей. В 1979 году она начала вести собственное шоу «Сьюзан Энтон представляет», а после дебютировала на большом экране в фильме «Золотая девушка», за что получила номинацию на премию «Золотой глобус».
В 1980 году Сьюзан Энтон выпустила кантри-сингл «Killing Time», который добрался до 28 места в чарте Billboard Hot 100. Позже она снялась в фильмах «Весенние обострение» и «Гонки «Пушечное ядро» 2». В последующие годы она сосредоточилась на карьере в бродвейских мюзиклах таких как Hairspray, The Will Rogers Follies, Hurlyburly и All Shook Up. В 2001 году она выпустила альбом One Night.

## Личная жизнь
Сьюзан Энтон некоторое время встречалась с Дадли Муром. 15 августа 1992 года она вышла замуж за актёра Джеффа Лестера. В настоящее время она проживает в Лас-Вегасе.

## Избранная фильмография
| Год  |    | Русское название              | Оригинальное название      | Роль           |
| ---- | -- | ----------------------------- | -------------------------- | -------------- |
| 1979 | ф  | Золотая девушка               | Goldengirl                 | Голдин Серафин |
| 1982 | ф  | Весенняя лихорадка            | Spring Fever               | Стиви Касл     |
| 1984 | ф  | Гонки «Пушечное ядро» 2       | Cannonball Run 2           | Джилл          |
| 1987 | ф  | Отпуск Лины                   | Lena’s Holiday             | Сара           |
| 2008 | ф  | Игра с огнём                  | Playing with Fire          | Сандра Ньюэлл  |
| 2016 | тф | Акулий торнадо 4: Пробуждение | Sharknado: The 4th Awakens | Бетти          |